# You Make It Feel Like Christmas
Albums de Gwen Stefani
This Is What the Truth Feels Like 2015
Singles
1. You Make It Feel Like Christmas
Sortie : 22 septembre 2017

You Make It Feel Like Christmas est le 4e album studio de la chanteuse américaine Gwen Stefani. Composé de chants de Noël, l'album est sortie le 6 octobre 2017. La moitié de l'album inclut des reprises de standards de Noël et l'autre partie sont des compositions originales.

## Pistes
| You Make Me It Feel Like Christmas | You Make Me It Feel Like Christmas                        | You Make Me It Feel Like Christmas                  | You Make Me It Feel Like Christmas | You Make Me It Feel Like Christmas | You Make Me It Feel Like Christmas | You Make Me It Feel Like Christmas | You Make Me It Feel Like Christmas | You Make Me It Feel Like Christmas | You Make Me It Feel Like Christmas |
| No                                 | Titre                                                     | Auteur                                              | Producteur(s)                      | Durée                              |                                    |                                    |                                    |                                    |                                    |
| ---------------------------------- | --------------------------------------------------------- | --------------------------------------------------- | ---------------------------------- | ---------------------------------- | ---------------------------------- | ---------------------------------- | ---------------------------------- | ---------------------------------- | ---------------------------------- |
| 1.                                 | Jingle Bells                                              | James Pierpont                                      | busbee, Eric Valentine             | 2:58                               |                                    |                                    |                                    |                                    |                                    |
| 2.                                 | Let It Snow                                               | Sammy Cahn, Jule Styne                              | busbee, Valentine                  | 2:15                               |                                    |                                    |                                    |                                    |                                    |
| 3.                                 | My Gift Is You                                            | Gwen Stefani, Justin Tranter, busbee                | busbee, Valentine                  | 2:51                               |                                    |                                    |                                    |                                    |                                    |
| 4.                                 | Silent Night                                              | Joseph Mohr, Franz Xaver Gruber                     | busbee, Valentine                  | 3:15                               |                                    |                                    |                                    |                                    |                                    |
| 5.                                 | When I Was a Little Girl                                  | Stefani, Tranter, busbee                            | busbee, Valentine                  | 3:29                               |                                    |                                    |                                    |                                    |                                    |
| 6.                                 | Last Christmas                                            | George Michael                                      | busbee, Valentine                  | 4:39                               |                                    |                                    |                                    |                                    |                                    |
| 7.                                 | You Make It Feel Like Christmas (featuring Blake Shelton) | Stefani, Blake Shelton, Tranter, busbee             | busbee, Valentine                  | 2:37                               |                                    |                                    |                                    |                                    |                                    |
| 8.                                 | Under the Christmas Lights                                | Stefani, Tranter, busbe                             | busbee, Valentine                  | 2:50                               |                                    |                                    |                                    |                                    |                                    |
| 9.                                 | Santa Baby                                                | Joan Javits, Philip Springer, Anthony Fred Springer | busbee, Valentine                  | 2:54                               |                                    |                                    |                                    |                                    |                                    |
| 10.                                | White Christmas                                           | Irving Berlin                                       | busbee, Valentine                  | 3:08                               |                                    |                                    |                                    |                                    |                                    |
| 11.                                | Never Kissed Anyone with Blue Eyes Before You             | Stefani, Tranter, busbee                            | busbee, Valentine                  | 3:03                               |                                    |                                    |                                    |                                    |                                    |
| 12.                                | Christmas Eve                                             | Stefani, Tranter, busbee                            | busbee, Valentine                  | 3:19                               |                                    |                                    |                                    |                                    |                                    |
| 37:18                              |                                                           |                                                     |                                    |                                    |                                    |                                    |                                    |                                    |                                    |

## Classements
| Classement (2017)               | Meilleure position |
| ------------------------------- | ------------------ |
| Canada (Canadian Albums)        | 24                 |
| Tchéquie (IFPI)                 | 95                 |
| Pays-Bas (Mega Album Top 100)   | 119                |
| Écosse (OCC)                    | 59                 |
| Royaume-Uni (UK Albums Chart)   | 55                 |
| États-Unis (Billboard 200)      | 16                 |
| États-Unis (Top Holiday Albums) | 1                  |